# Alexander Leinsle
Alexander Leinsle (* 3. März 1976 in Ravensburg) ist ein ehemaliger deutscher Eishockeyspieler (Stürmer).

## Karriere
Obwohl Leinsle in Ravensburg geboren ist, begann er seine Karriere mit 18 Jahren in der Saison 1995/96 beim EC Heilbronn in der 1. Liga Süd. Zur Saison 1996/97 wechselte er zum EV Ravensburg, für den er auch in der Saison 1997/98 aufs Eis ging. Nach einer durchaus erfolgreichen Saison in der 2. Liga Süd wechselte Leinsle zum EHC Straubing, bevor er beim EC Ulm/Neu-Ulm einen Vertrag für die Saison 1999/00 unterschrieb.
In der Saison 2000/01 stand Leinsle beim ERC Ingolstadt unter Vertrag, ehe er im nächsten Jahr zu den Erding Jets wechselte. In den Jahren zwischen 2002 und 2006 spielte Leinsle dann für den EHC München und begleitete den Verein von der Bayernliga in die zweite Bundesliga. In dieser Zeit bestritt Leinsle 214 Spiele, schoss 90 Tore und steuerte 74 Vorlagen bei.
Leinsle verließ den EHC München zur Saison 2006/07 und wechselte zu den Wanderers Germering, bei denen er auch heute noch spielt. In der Saison 2008/09 stand Leinsle zwar weiterhin im Kader der Wanderers, bestritt aber kein Spiel für Germering.

## Statistiken
(Legende zur Spielerstatistik: Sp oder GP = absolvierte Spiele; T oder G = erzielte Tore; V oder A = erzielte Assists; Pkt oder Pts = erzielte Scorerpunkte; SM oder PIM = erhaltene Strafminuten; +/− = Plus/Minus-Bilanz; PP = erzielte Überzahltore; SH = erzielte Unterzahltore; GW = erzielte Siegtore; 1 Play-downs/Relegation; Kursiv: Statistik nicht vollständig)

## Sonstiges
Seit 2006 betreibt Alexander Leinsle ein Subway Restaurant in Germering.